# Albert Edelfelt

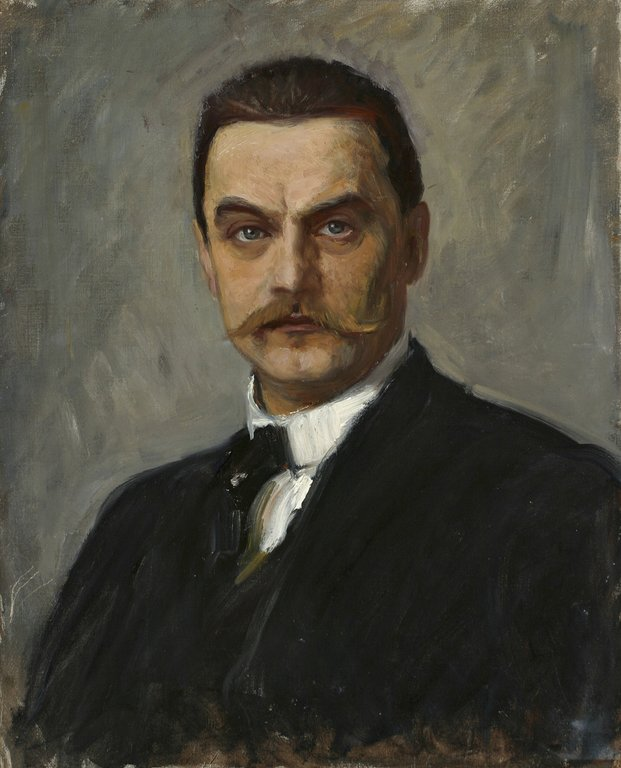
Albert Edelfelt, zelfportret (tussen 1887 en 1890)

Albert Edelfelt (Porvoo, 21 juli 1854 – 18 augustus 1905) was een Fins schilder. Hij behoorde tot de Zweedstalige minderheid.

## Jeugd en opleiding

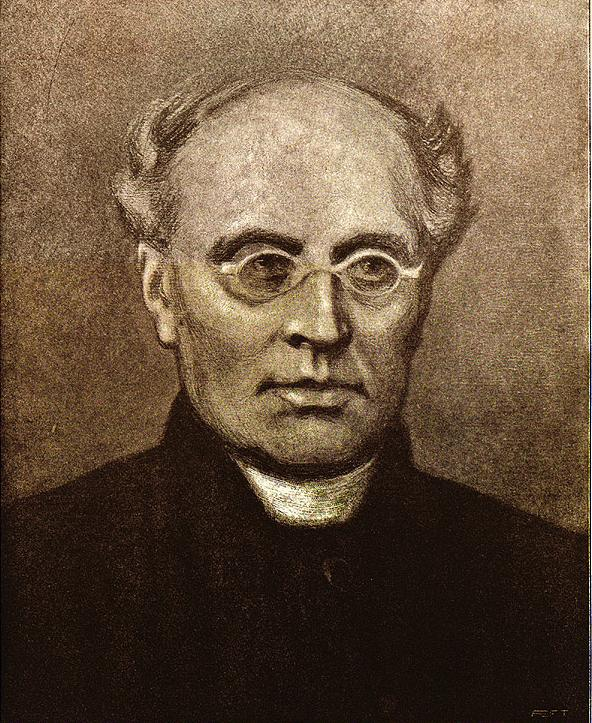
Johan Runeberg

Zijn vader was architect Carl Albert Edelfelt (gestorven in 1869). Edelfelt bewonderde reeds op jonge leeftijd de beroemde dichter en huisvriend Johan Ludvig Runeberg, wiens gedichten hij later in tekeningen zou vervatten. Edelfelt studeerde in Antwerpen (1873–1874), in Parijs (1874–1878) en in Sint-Petersburg (1881–1882).

## Werk

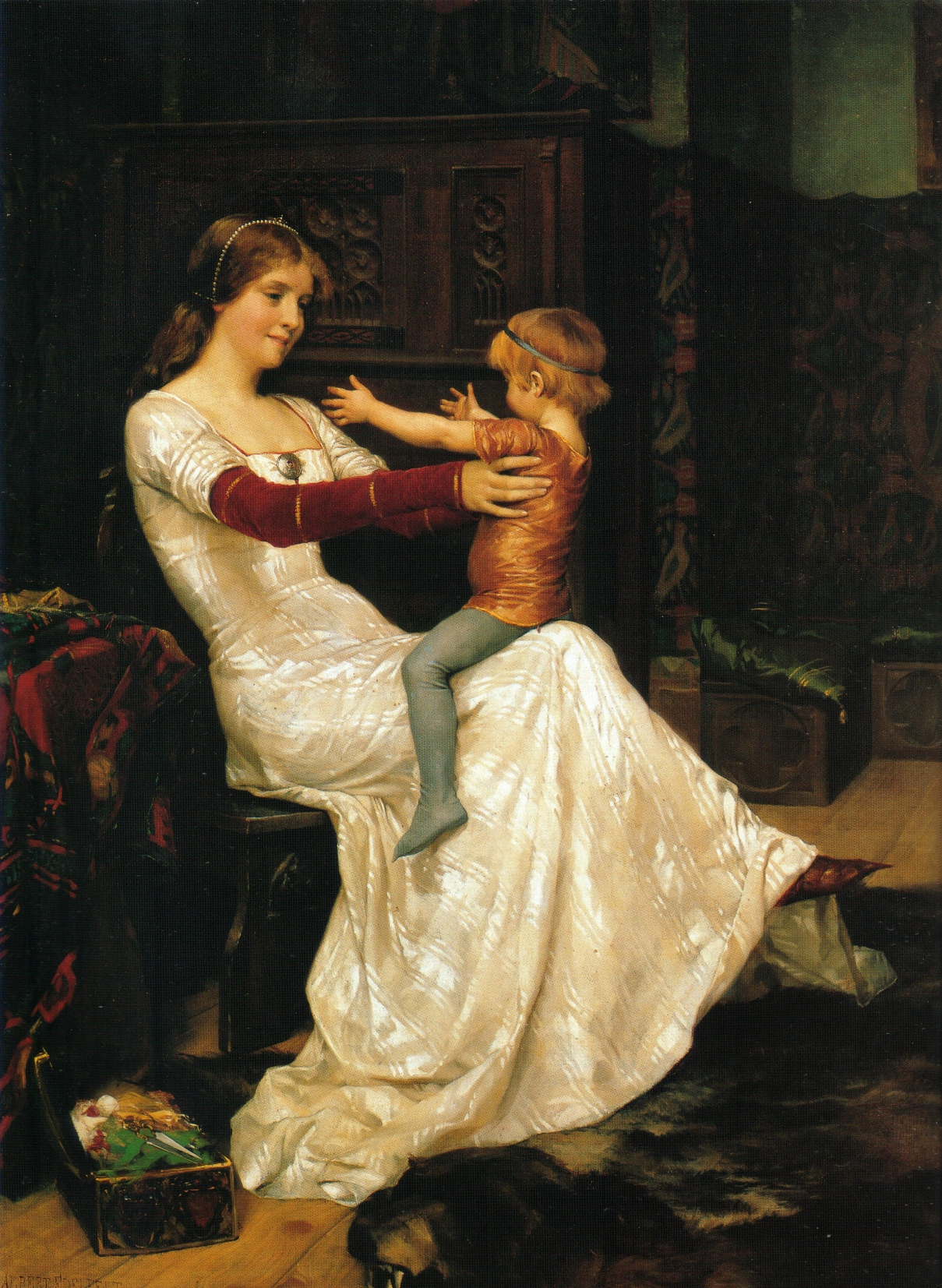
Drottning Blanka

Edelfelt schilderde aanvankelijk historische onderwerpen (onder andere Koningin Blanka). Zijn stijl veranderde met de jaren van een historiserende naar een meer realistische/naturalistische richting (onder andere Begrafenis van een kind). Zijn schilderijen beeldden later ook religieuze onderwerpen uit (onder andere Christus en Magdalena). Edelfelt schilderde ook veel portretten, onder andere van Louis Pasteur, Aino Ackté en Nicolaas II. Ook enkele landschappen (onder andere van Imatrankoski)) behoren tot zijn oeuvre.

## Zijn betekenis
Als kunstenaar was hij niet zozeer een vernieuwer maar een succesvol ambachtsman. Hij was organisatorisch en lobby-vaardig. Zo kreeg hij, als woordvoerder van de Finse kunstenaarskring, bijvoorbeeld voor elkaar dat Finland bij de wereldtentoonstelling van Parijs in 1900 zijn eigen paviljoen kreeg, ondanks het feit dat het toen nog geen eigen land was, maar een groothertogdom van Rusland, waarmee het bovendien niet op goede voet stond.

## Persoonlijk
Hij was getrouwd met barones Ellan de la Chapelle. Ze hadden samen een kind, Erik (gestorven in 1910). Albert Edelfelt stierf vlak bij Porvoo, in Haikko, waar hij een atelier had. Dat is nu een museum.

## Werken (niet volledig)
- Koningin Blanka (1877)

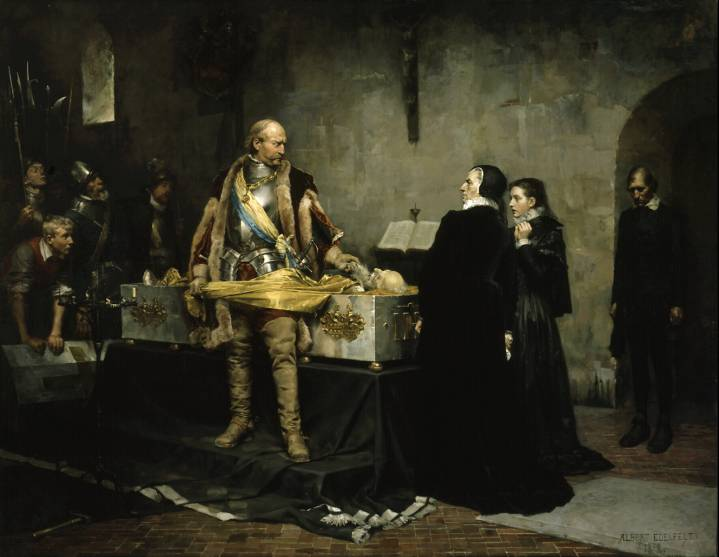
Hertog Karel beledigt het lijk van Klaus Fleming

- Hertog Karel beledigt het lijk van Klaus Fleming (1878)
- Begrafenis van een kind (1879)
- Lezende Parisienne (1880)
- Spelende kinderen op het strand (1884)
- Portret van Louis Pasteur (1885)
- Parisienne (1885)
- In het Jardin du Luxemburg  (1887)
- Christus en Magdalena (1890)
- Portret van Aino Ackté (1901)

- Bibsys: 90342378
- Biblioteca Nacional de España: XX1539849
- Bibliothèque nationale de France: cb12408987f (data)
- Gemeinsame Normdatei: 121778231
- International Standard Name Identifier: 0000 0001 2130 4212
- KulturNav: 486e6986-0018-41fc-b955-68f16666420a
- Library of Congress Control Number: n82230057
- Nationale Bibliotheek van Letland: 000061022
- MusicBrainz: b0d3c566-3f79-430b-8720-808c7414431b
- Nationale Bibliotheek van Tsjechië: jn20030210033
- Nationale bibliotheek van Australië: 36553802
- Nationale Bibliotheek van Polen: a0000003628243
- Nationale en Universitaire bibliotheek Zagreb: 000474396
- Nederlandse Thesaurus van Auteursnamen: 112184219
- RKD-Nederlands Instituut voor Kunstgeschiedenis: 25451
- LIBRIS: 184441
- SNAC: w6s49rkg
- Système universitaire de documentation: 033199140
- Trove: 1289014
- Union List of Artist Names: 500012381
- Virtual International Authority File: 44385484
- WorldCat: E39PBJwX9KKd6HfbmXDQXHtqcP